# Пик, Георг
Георг Алекса́ндр Пик (нем. Georg Alexander Pick; 10 августа 1859 — 26 июля 1942) — австрийский математик, родился в еврейской семье. Мать — Йозефа Шляйзингер (нем. Josefa Schleisinger), отец — Адольф Йозеф Пик (нем. Adolf Josef Pick).

## Учёба
Георг, который был одарённым ребёнком, обучался отцом, возглавлявшим частный институт. В 16 лет Георг окончил школу и поступил в Венский университет. В 20 лет получил право преподавать физику и математику. Шестнадцатого апреля 1880 года под руководством Лео Кёнигсбергера Пик защитил докторскую диссертацию «О классе абелевых интегралов» (нем. Über eine Klasse abelscher Integrale). В 1881 году он получил место ассистента у Эрнста Маха, который занял кафедру физики в Пражском университете. Чтобы получить право чтения лекций, Георгу необходимо было пройти хабилитацию. Для этого он написал работу «Об интеграции гиперэллиптических дифференциалов логарифмами» (нем. Über die Integration hyperelliptischer Differentiale durch Logarithmen). Это произошло в 1882 году, вскоре после разделения Пражского университета на чешский (Карлов университет) и немецкий (Университет Карла-Фердинанда). Пик остался в Немецком университете. В 1884 году Пик уехал в Лейпцигский университет к Феликсу Клейну. Там он познакомился с другим учеником Клейна, Давидом Гильбертом. Позже, в 1885 году, он вернулся в Прагу, где и прошла оставшаяся часть его научной карьеры.

## Преподавательская деятельность
В Немецком университете в Праге в 1888 году Пик получил место экстраординарного профессора математики, затем в 1892-м стал ординарным профессором. В 1900—1901 годах занимал пост декана философского факультета.
В 1910 году Георг Пик был в комитете, созданном Немецким университетом Праги для рассмотрения вопроса о принятии Альберта Эйнштейна профессором в университет. Пик и физик Антон Лампа были главными инициаторами этого назначения, и благодаря их усилиям Эйнштейн, с которым Пик впоследствии сдружился, в 1911 году возглавил кафедру теоретической физики в Немецком университете в Праге.
Пик и Эйнштейн не только имели общие научные интересы, но и страстно увлекались музыкой. Пик, игравший в квартете, который состоял из университетских профессоров, ввёл Эйнштейна в научное и музыкальное общества Праги.

## Работы
Круг математических интересов Пика был чрезвычайно широк. В частности, им написаны работы в области функционального анализа и дифференциальной геометрии, эллиптических и абелевых функций, теории дифференциальных уравнений и комплексного анализа, всего более 50 тем. С его именем связаны матрица Пика, интерполяция Пика — Неванлинны, лемма Шварца — Пика. Широкую известность получила  открытая им в 1899 году теорема Пика для расчёта площади многоугольника. В Германии эта теорема включена в школьные учебники.

## Последние годы и смерть
После того как Пик вышел в отставку в 1927 году, он получил звание почётного профессора и вернулся в Вену — город, в котором он родился. Однако в 1938 году после аншлюса Австрии 12 марта он вернулся в Прагу. За десять лет до того в 1928 году Пик был избран членом-корреспондентом Чешской академии наук и искусств, но в 1939-м, когда нацисты заняли Прагу, он был исключён из академии.
13 июля 1942 года Пик был депортирован в созданный нацистами в северной Чехии лагерь Терезиенштадт, где умер две недели спустя в возрасте 82 лет.